# Lorenzo Lorraine Langstroth
Lorenzo Lorraine Langstroth ili L. L. Langstroth (Philadelphia, Pennsylvania, 25. prosinca 1810. – Dayton, Ohio, 6. listopada 1895.), američki pčelar, pastor i učitelj a smatra se utemeljiteljem američkog pčelarstva. Stvorio je modernu LR košnice.

## Životopis
Langstroth je rođen u Philadelphiji u Pennsylvaniji 25. prosinca 1810. Diplomirao je na Sveučilištu Yale 1831., a potom je tamo držao tutorstvo od 1834. do 1835. Nakon toga, bio je pastor raznih kongregacijskih crkava u Massachusettsu, uključujući Južnu crkvu u Andoveru, Massachusetts, u svibnju 1836. Od 1843. Do 1848., služio je kao pastor Druge kongregacijske crkve u Greenfieldu u Massachusettsu. Godine 1848. Langstroth je postao ravnatelj škole mladih dama u Greenfieldu u Massachusettsu.

## Doprinosi pčelarenju
Lisna košnica, koju je 1789. izumio François Huber u Švicarskoj, bila je potpuno pomična košnica s okvirima, ali imala je čvrste okvire koji su dodirivali i činili "kutiju". Okviri sa saćem u ovoj košnici ispitivani su poput stranica u knjizi. Langstroth je priznao Huberov doprinos i napomenuo: "Korištenje Huberove košnice zadovoljilo me je da se, uz odgovarajuće mjere predostrožnosti, saća mogu ukloniti bez napada pčela i da su ti insekti sposobni biti ukroćeni do iznenađujuće mjere. Bez znanja o tim činjenicama, trebao bih smatrati košnicu koja dopušta uklanjanje saća preopasnom za praktičnu upotrebu. " ("Langstroth o medonosnoj pčeli", 1860.)

### Razvoj pčelinjeg razmaka
Langstroth je bio zaslužan za otkrivanje pčelinjeg razmaka, iako je to otkriće već bilo primijenjeno u europskim košnicama. U Europi su i Jan Dzierżon i August von Berlepsch bili usredotočeni na bočno otvorene košnice. Ako je razmak manji od 6 mm, pčele ga zalijepe propolisom, a ako je veći od 10 mm u tom prostoru grade saće. Ovo Langstrothovo otkriće je bila najveća prekretnica u povijesti uzgoja pčela i bez tog izuma ne bi bilo ni modernog pčelarstva.

### Otkriće nove konstrukcije košnica
Dana 5. listopada 1852. Langstroth je primio patent za prvu košnicu s pomičnim okvirom u Americi. LR košnica je najraširenija košnica u svijetu i svi se pčelari slažu da se samo s njom danas može isplativo (ekonomično) pčelariti. Sastoji se iz: podnice, 3 nastavka s po 10 okvira, matične rešetke, hranilice, poklopca, pokrovne daske i krova.
Ranije se ovaj tip košnice upotrebljavao samo s jednim plodištem, ali je praksa pokazala da je to nedovoljno pa se prešlo na upotrebu dva plodišta. Plodišta i medišta su razdvojena matičnom rešetkom, tako da matica ne ulazi u medište, i posjećuju ih samo pčele radilice koje u njegovo saće odlažu nektar koji će biti pretvoren u med. Također je vremenom uočeno da matica radije boravi u gornjem nego u donjem plodištu i da u njemu uglavnom razvija leglo. Međutim, kasnije je uvedeno načelo zamjene položaja gornjeg i donjeg plodišta na svakih 10 do 15 dana, omogućujući tako ravnomjerno razvoj legla u donjem i gornjem plodištu. LR košnica ima leto (otvor) na oba plodišta, ali pošto je ovo košnica s više nastavaka, dobro bi bilo da svaki nastavak (svako plodište i medište) ima otvor za izletanje i uletanje pčela.
Godine 1853. Langstroth se vratio u Greenfield, Massachusetts iz Philadelphije, i objavio knjigu Košnica i medonosna pčela (eng. The Hive and the Honey-Bee), koja je pružala praktične savjete o radu s pčelama, a nakon više od 40 izdanja, i danas je u tisku. Knjiga Langstroth o medenosnoj pčeli (eng. Langstroth on the Honey Bee) objavljena je 1860.

### Preseljenje u Oxford, Ohio
Godine 1858. Langstroth se preselio u Oxford, Ohio i svoje vrijeme posvetio pčelarstvu. Zemljište je bilo 10 hektara (40 000 m2) i bilo je idealno mjesto za držanje pčela. Langstroth je posadio niz stabala lipe u ulici i stabla jabuka na cijelom svom imanju. Sijao je sjeme heljde i djeteline, koristeći 4 000 hektara zemlje kao svoj vrt, ispunjen cvijećem koje pčele najviše vole, i nazvao ga svojim medenim vrtom. Dom u kojem je živio od 1858. do 1887. godine, izgrađen je 1856. i sada se zove Langstroth Cottage; proglašen je nacionalnom povijesnom znamenitošću. Doniran je Zapadnom ženskom koledžu, a danas je dom Sveučilišnog centra u Miamiju za poboljšanje učenja i poučavanja.
Langstroth je prve talijanske pčele dobio 1863.; talijanske pčele bile su produktivnije od europskih pčela koje su u to vrijeme bile najčešće u Americi. On i njegov sin prodavali su talijanske matice po 20 američkih dolara, a u jednoj godini prodavali su ih stotinjak, a mnoge su poslane poštom po cijelim Sjedinjenim Američkim Državama.